# Pinarello
Pinarello är en italiensk tillverkare av cykelramar med modeller som Pinarello Paris, Pinarello Prince m.fl.